# Јосиф (иконописац)
Јосиф (XVIII век) био је српски сликар и иконописац активан на подручју данашње Славоније.
Јосиф је 1761. сликао иконостас цркве села Газије код Ораховице у Славонији. Од целог иконостаса сасчувана је само престона икона Христова. Јосиф је 1763. сликао иконостас цркве у Дарди, од кога су сачуване само две иконе.